# آواز بی‌سرزمین
آواز بی‌سرزمین عنوان یک فیلم مستند سینمایی، محصول مشترک آلمان، فرانسه و ایران به کارگردانی آیت نجفی است. این فیلم تاکنون در جشنواره‌های بسیاری به نمایش گذاشته شده و سیزده جایزه نیز برده است.

## موضوع فیلم
آواز بی سرزمین روایت گروهی از دختران موسیقی‌دان و آوازخوان ایرانی است که تلاش می‌کنند در تهران به رغم همه محدودیت‌ها و موانع، کنسرتی را روی صحنه بیاورند. آن‌ها با دو خواننده زن فرانسوی تماس می‌گیرند و از آن‌ها دعوت می‌کنند در این کنسرت بخوانند. هنوز این‌کار سامان پیدا نکرده که یک دختر آوازخوان تونسی هم به گروه می‌پیوندد. در این میان گروهی از نوازندگان و آوازخوانان زن هم در تهران به تمرینات شان ادامه می‌دهند. هدف این است که یک کار تلفیقی، برآمده از هم‌نشینی موسیقی ملی ایران و موسیقی غرب روی صحنه اجرا شود. از سوی دیگر اما برای دریافت مجوز برگزاری این کنسرت مشکلات پیچیده اداری وجود دارد. سارا نجفی، خواهر آیت نجفی که موسیقی‌دان است در مرکز حوادث فیلم قرار دارد. او در ابتدای فیلم روی صحنه می‌رود و می‌گوید: «امیدوارم از این به بعد صدای آواز زنان را بیشتر و راحت‌تر بشنوید.» فیلم با این جمله آغاز می‌شود و به تدریج تماشاگر با دشواری‌ها و موانع زنان موسیقی‌دان در ایران آشنا می‌شود و حتی به زوایای آشکار و پنهان تاریخ آوازخوانی زنان ایرانی هم راه پیدا می‌کند.

## جشنواره‌ها
این فیلم برای اولین بار پنجشنبه ۶ شهریور ۱۳۹۳ در جشنواره بین‌المللی فیلم مونترال به نمایش در آمد و موفق شد جایزه بهترین فیلم مستند به انتخاب تماشاگران را دریافت کند. این فیلم تاکنون در بیش از ۷۰ جشنواره بین‌المللی شرکت است که موفق به کسب ۱۳ جایزه شده‌است. این فیلم همچنین در سال ۲۰۱۵ در لیست نهایی جوایز آکادمی سینمایی اروپا بود.

## جوایز
| ۲۰۱۴ | جشنواره بین‌المللی فیلم مونترال              | جایزه بهترین فیلم مستند         | آیت نجفی | برنده |
| ۲۰۱۴ | جشنواره فیلم نور                            | بهترین کارگردانی فیلم مستند     | آیت نجفی | برنده |
| ۲۰۱۴ | فستیوال بین‌المللی فیلم مستند لایپزیک        | جایزه هیئت داوران جوانان        | آیت نجفی | برنده |
| ۲۰۱۴ | فستیوال فیلم خیخن                           | بهترین فیلم مستند               | آیت نجفی | برنده |
| ۲۰۱۵ | جشنواره بین‌المللی اکنون خاورمیانه           | جایزه تماشاگران                 | آیت نجفی | برنده |
| ۲۰۱۵ | جشنواره بین‌المللی حقوق بشر پاریس            | جایزه ویژه هیئت داوران زندانیان | آیت نجفی | برنده |
| ۲۰۱۵ | جشنواره فیلم هشدار برلین                    | جایزه ویژه هیئت داوران          | آیت نجفی | برنده |
| ۲۰۱۵ | جشنواره بین‌المللی کراکوف                    | جایزه ویژه هیئت داوران          | آیت نجفی | برنده |
| ۲۰۱۵ | جشنواره بین‌المللی دیده‌بان حقوق‌بشر نیویورک   | جایزه نستور آلمندروس            | آیت نجفی | برنده |
| ۲۰۱۵ | جشنواره بین‌المللی اسنابورگ آلمان            | جایزه بزرگ (جایزه صلح)          | آیت نجفی | برنده |
| ۲۰۱۵ | جشنواره بین‌المللی حقوق بشر بوداپست          | جایزه تماشاگران                 | آیت نجفی | برنده |
| ۲۰۱۵ | جشنواره بین‌المللی موسیقایی کاتماندو نپال    | جایزه بهترین فیلم بلند          | آیت نجفی | برنده |
| ۲۰۱۵ | جشنواره بین‌المللی مستند فیلم بیشکک قزاقستان | بهترین فیلم بخش حقوق زنان       | آیت نجفی | برنده |

## واکنش مطبوعات
اکران آواز بی‌سرزمین در فستیوال‌های بین‌المللی توجه و واکنش بسیاری از مطبوعات را به همراه داشت و نقدهای مثبتی را به همراه داشت:
- روزنامه مشهور گاردین چاپ بریتانیا در با چاپ عکس سارا نجفی روی جلد خود، به معرفی این فیلم پرداخت و نوشت: «سه سال پیش، سارا نجفی موزیسین و خواننده ایرانی ایده‌ای را در سر پرورش می‌دهد و تصمیم می‌گیرد کنسرتی را در شهرش تهران ترتیب دهد، تصمیمی بی‌پروا و به نظر بعید. فستیوالی برای صدای زنان و نه فقط خوانندگان زن ایرانی، بلکه با همراهی خوانندگانی از فرانسه و تونس. هرگز مشابه این اتفاق در ۳۵ سال گذشته در ایران اتفاق نیفتاده است زیرا پس انقلاب، زنان از تک خوانی در ملاعام منع شده‌اند».[۶]
- هفته‌نامه سینمایی ورایتی: سارا نجفی موزیسین ایرانی تصمیم می‌گیرد کنسرتی با صدای تک‌خوان زن در تهران ترتیب دهد، اتفاقی که پس از انقلاب اسلامی در ایران هرگز اتفاق نیفتاده است و این دستمایه ساخت «آواز بی‌سرزمین» توسط برادرش «آیت نجفی» می‌شود. این فیلم سه سال تلاش بی‌وقفه این موزیسین را نشان می‌دهد دورانی پرفراز و نشیب از بیم و امیدش. این فیلم سرشار از موسیقی الهام‌بخش و روشنگر در کنار تصاویر بدیع سینمایی، نظر مخاطبان زیادی را به خود جلب کرد و در فستیوال‌های متعددی شرکت کرد و جوایز زیادی را کسب کرد[۷]
- نیویورک تایمز: در شب ۱۲ ژوئن، موسیقی زیبای ایرانی سکوت حاکم بر تئاتر مرکزی نیویورک را شکست وقتی فیلم آوازبی‌سرزمین ساخته «آیت نجفی» به نمایش درآمد و به زودی مشخص شد چرا این فیلم موفق به دریافت جایزه نستور آلمندروس شده‌است. این فیلم تلاش می‌کند تا با تلفیقی از موسیقی، طنز و لحظات شیرین و دوستانه، مقاوت هنری جمعی برای تغییر نگرش دولت ایران به این پدیده را به نمایش گذارد.[۸]
- اما این فیلم پیش از اینکه اکرانش به ایران برسد واکنش طیف تندرو را به همراه داشت. خبرنامه دانشجویان، نزدیک به اصولگرایان پس از پخش مصاحبه آیت نجفی از برنامه تماشا تلویزیون فارسی بی‌بی‌سی نوشت: ... مدتی است که خوانندگی زنان در مجامع عمومی به دغدغه طیفی از تجدید نظرطلبان داخلی تبدیل شده و با استفاده از فضای تساهل و تسامح به یادگار مانده از دوران اصلاحات و نگرش بدون موضع وزیر فرهنگ و ارشاد چندین مورد از این دست اقدامات را نیز به سرانجام رسانده اند. قبح زدایی از بحث حیا و تقدس زدایی از مفهوم زن در سال های اخیر بیانگر حرکتی خزنده است که شروع شده حرکتی که نتیجه آن از بین رفتن کرامت زنان، خلل در مفاهیمی چون مادری و در نتیجه نابودی سنگ بنای جامعه سالم یعنی خانواده سالم می‌شود. [۹]
- مصاحبه تلویزیون فارسی بی‌بی‌سی با آیت نجفی پیرامون فیلم آواز بی سرزمین نگاهی به فیلم آواز بی‌سرزمین، ساخته آیت نجفی در یوتیوب